# Lego Universe
 (25 juin 2012).
 (décembre 2015).
Si vous disposez d'ouvrages ou d'articles de référence ou si vous connaissez des sites web de qualité traitant du thème abordé ici, merci de compléter l'article en donnant les références utiles à sa vérifiabilité et en les liant à la section « Notes et références ».
LEGO Universe était un jeu en ligne massivement multijoueur développé par NetDevil lancé en octobre 2010 et fermé en février 2012. Il était compatible avec Windows et Mac OS et disponible uniquement en Anglais et en Allemand.

## Système de jeu
Selon Lego, Lego Universe était pensé pour être joué en collaboration avec d'autres joueurs afin d'accomplir des missions ensemble, plutôt que contre d'autres joueurs.
Comme beaucoup de MMOG, il fallait prévoir l'acquisition de la boite du jeu et souscrire ensuite à une tarification forfaitaire mensuelle. Pendant sa période de commercialisation, la boite du jeu pouvait être achetée sur le site officiel.